# Carmen Maria Cârneci
Carmen Maria Cârneci (* 19. September 1957 in Racila, Kreis Bacău) ist eine rumänische Komponistin und Dirigentin.
Cârneci studierte Komposition am Konservatorium von Bukarest bei Dan Constantinescu und wirkte dann als Dirigentin bei verschiedenen rumänischen Orchestern. 1985 kam sie mit einem Stipendium des DAAD nach Deutschland, wo sie ihr Kompositions- und Dirigierstudium bei Klaus Huber und Francis Travis fortsetzte. Danach besuchte sie Meisterklassen u. a. bei Kurt Masur in Weimar, Pierre Boulez in Avignon und Péter Eötvös in Szombathely. 
Sie wirkte als Assistentin von Michael Gielen bei den Donaueschinger Musiktagen und leitete 1991 an der Staatsoper Stuttgart die Uraufführung der Oper Perseo e Andromeda von Salvatore Sciarrino, die sie dann auch 1992 an der Mailänder Scala dirigierte – als erste Dirigentin in der Scala-Geschichte; 1993 führte sie Salvatore Sciarrinos Lohengrin an der Bonner Oper auf. 
1994–95 entstand ihre eigene Kammeroper Giacometti, deren Uraufführung an der Bonner Oper 1996 sie selbst leitete; eine überarbeitete Version wurde 2001 in Zürich aufgeführt. Außerdem komponierte sie zwei Werke für Solo-Stimmen/Kammerchor und Ensemble/Orchester auf Salomos Texte (Das Hohelied, 1995 u. Der Garten, 1998), ein Cellokonzert (REm, 1996, 2. Version: REm-embER, 1997), ein Klarinettenkonzert (OMENS. Gräser, Schritte., 2002), ein Konzert für Flöte und Flötenorchester ( OMENS.Akyn, 2007) und zahlreiche Kammermusik-Werke (wie z. B. TROJTZA, -embER, die Stille, ich, die GIACOMETTI-Szenen, Sprachrohr – de Sancta Maria nach Texten der Hildegard von Bingen, der OMENS-Zyklus u. a.).
Cârneci unterrichtete als Gastprofessorin Komposition an der Musikuniversität in Bukarest und trat als Dirigentin bei verschiedenen Festivals u. a. an der Pariser Opéra Bastille, in Bukarest, Saarbrücken, Köln, Dresden, Berlin, Zürich und London auf. Ihre Kompositionen erschienen bei Ricordi München, beim Furore Verlag Kassel und bei Editura Muzicala Bukarest. Sie lebt als freie Komponistin und Dirigentin in Bukarest – wo sie 2005 das Ensemble devotioModerna ins Leben gerufen hat – und in Freiburg im Breisgau, wo sie projektweise auch das Ensemble Perfectio Initiative Freiburg dirigiert.